# Louis Beydts
Louis Pierre Hector Louis  Beydts, né le 29 juin 1895 à Bordeaux et mort le 15 août 1953 à Caudéran en Gironde, est un compositeur français de comédies musicales et de musiques de film. 

## Biographie

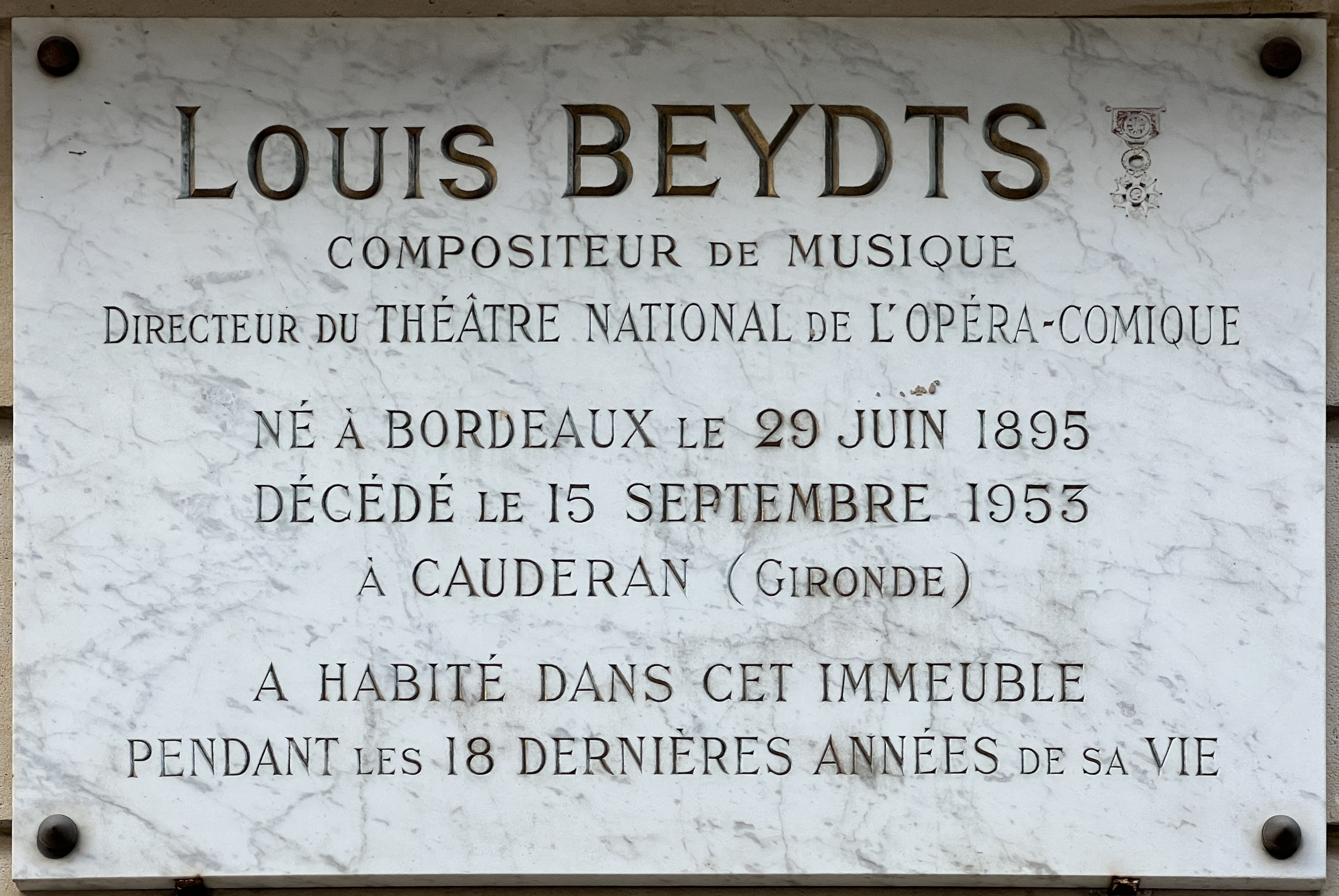
Plaque 14 rue de Bucarest (Paris), où il a vécu.

Louis Beydts est le fils d'un marchand flûtiste amateur et d'une mère pianiste. À 16 ans, après avoir terminé ses études, il entre dans l'entreprise familiale. Ayant appris le piano et la composition, à 18 ans, il étudie l'harmonie, le contrepoint et la fugue avec Julien-Fernand Vaubourgoin. Il est aussi l'élève d'André Messager et un disciple de Reynaldo Hahn.
Beydts est mobilisé pendant la Première Guerre mondiale. Il retourne à la vie civile en 1919 et reprend sa formation auprès de Julien Fernand Vaubourgoin jusqu'en 1924. Ses parents sont favorables aux ambitions musicales de leur fils.
En 1926, à Paris, il présente aux Concerts Lamoureux une œuvre pour voix et orchestre, Le Sommeil. En 1927, Adieu est interprété aux Concerts Colonne et Le promenoir des deux amants aux Concerts Pasdeloup. 
Il fait partie des derniers compositeurs d’opérette à avoir cherché à conserver la tradition française de l’opérette classique tout en essayant de la renouveler. Sa première opérette, Le Bourreau des Cœurs ne sera jamais montée, mais il continue d'en écrire d'autres. Moineau (à l'origine intitulé La Noce  est mise en scène au théâtre Marigny le 13 mars 1931 avec un succès limité. En novembre 1931, la SADMP (la Société Anonyme des messieurs prudents), sur un livret de Sacha Guitry est monté au théâtre de la Madeleine et, le 22 décembre de la même année, Le Club les Canards mandarins à Monte-Carlo. Une autre collaboration avec Guitry, Le Voyage de Tchong-Li voit sa première en mars 1932. 
Beydts compose A l'aimable Sabine et d'autres mélodies comme La Lyre et les Amours (sur des poèmes de Tristan L'Hermite, 1938), Jeux Rustiques (sur des poèmes de Joachim du Bellay, 1936 ), Mélancolie, Quatre Odelettes (1929), Quatre Humoresques (1932), Quatre Chansons (1935), Chansons pour les oiseaux (Heyse), le Cœur inutile, ainsi que d'une suite pour 14 instruments. Il est l'un des sept compositeurs à contribuer à l'oratorio Jeanne d'Arc (commanditée par l'Association Jeune France), créée le 28 avril 1942 sous la direction de  Charles Munch à la  Société des concerts du Conservatoire. D'ombre et de soleil est créé le 2 février 1947 à un concert du Conservatoire, avec comme soliste Ninon Vallin et chef d'orchestre Beydts lui-même. Beydts a su intéresser à ses compositions des personnalités comme Henri Duvernois, Pierre Wolff et Sacha Guitry ou des interprètes célèbres comme Pierre Bernac.
En avril et mai 1941, il supervise comme directeur artistique l'enregistrement de Pelléas et Mélisande dirigé par Roger Désormière. Il fait partie des musiciens "réunis sous le Patronage de la radiodiffusion nationale pour créer une large fresque" sur Jeanne d'Arc créée en 1942 (Voir Georges Dandelot pour plus de détails). Il termine sa carrière comme directeur de l'Opéra-Comique de Paris de 1952 à 1953. Il y monte la production du 50e anniversaire de Pelléas et Mélisande et la première production française The Rake progress. Beydts est également un ami proche du violoncelliste Pierre Fournier. 
Il meurt 15 août 1953 à Caudéran en Gironde.
Son style musical a été décrit comme traditionnel, classique, clair, mélodique à l'élégance incontestable. Ses compositeurs préférés sont Fauré, Debussy, Gounod, Messager, Ravel et Pierné. Il a enregistré Isoline de Messager, La Lyre et les Amours et À Travers Paris avec Pierre Bernac.
Un portrait de Louis Beydts dessiné par Roger Guit est conservé au Musée Carnavalet à Paris.

## Œuvres théâtrales
- Moineau  (1931)
- La S.A.D.M.P. (1931)
- Le Club les Canards mandarins (1931)
- Le Voyage de Tchong-Li (1932)
- À l'Aimable Sabine (1947)

## Filmographie

### Comme  compositeur
- 1935 : La Kermesse héroïque
- 1937 : L'Affaire du courrier de Lyon
- 1937 : La Bataille silencieuse de Pierre Billon
- 1937 : La Dame de Malacca
- 1938 : Belle Étoile de Jacques de Baroncelli
- 1939 : La Loi du nord/La Piste du nord
- 1941 : Parade en 7 nuits
- 1942 : Pontcarral, colonel d'Empire
- 1943 : Le Colonel Chabert
- 1943 : Le Baron fantôme
- 1944 : La Malibran
- 1948 : Le Diable boiteux de Sacha Guitry
- 1948 : Le Comédien de Sacha Guitry
- 1949 : Le Secret de Mayerling
- 1950 : La Valse de Paris
- 1950 : Prélude à la gloire
- 1951 : Deburau
- 1951 : Les miracles n'ont lieu qu'une fois
- 1951 : La Belle Image
- 1953 : L'Appel du destin

### Musicien
- 1939 : Louise
- 1944 : La Malibran
- 1945 : La Vie de bohème
- 1950 : La Valse de Paris

### Acteur
- 1944 : La Malibran

## Discographie
- La Société Anonyme des Messieurs Prudents - Isabelle Druet, mezzo-soprano (Elle) ; Jérôme Billy, ténor (Henri Morin) ; Mathias Vidal, ténor (le gros commerçant) ; Dominique Coté, baryton (le grand industriel) ; Thomas Dolié, baryton (le baron), Orchestre régional Avignon-Provence, dir. Samuel Jean (2017, Klarthe) (OCLC 1013905847)
- Louis Beydts: Mélodies & Songs, Tristan Raës,  Cyrille Dubois, CD APPARTE - Mars 2024